# Louis Châtellier
Louis Châtellier, né le 3 mars 1935 à Pont-de-l'Arche dans l'Eure (France) et mort le 28 juillet 2016 à Luxembourg, est un historien français, spécialiste des questions religieuses dans l'espace européen des XVIIe et XVIIIe siècles et en particulier, de l'histoire de la Réforme catholique en Europe et des relations entre religion et sciences aux XVIIe et XVIIIe siècles.

## Biographie
Il effectue ses études secondaires à Rouen, où il obtient son baccalauréat au Lycée Pierre-Corneille. Il poursuit ses études universitaires à la Sorbonne. Il devient professeur agrégé d'histoire en 1963, et il est nommé au Lycée Fustel-de-Coulanges à Strasbourg. En 1966, il devient assistant de recherche au CNRS. Ses recherches sur la société et la Contre-Réforme d'avant la guerre de Trente Ans aux Lumières le mènent à sa thèse de doctorat intitulée Tradition chrétienne et renouveau catholique dans l'ancien diocèse de Strasbourg. Il y montre comment la religion catholique a été réintroduite en Alsace au XVIIe siècle. 
Il est successivement professeur des universités à Strasbourg, Lyon (1980-1981), et Nancy (1981-2003). En 1994, il est élu membre senior à l'Institut Universitaire de France. En 1998, il devient directeur d'études à l'École pratique des hautes études. Commandeur de l'Ordre des Palmes académiques, il est membre de Accademia di S. Carlo Borromeo ambrosiana.it/studia/classi-di-studio/studi-borromaici/de Milan et membre de l'Académie de Stanislas de Nancy. Il fut l'initiateur, non seulement en Lorraine, mais aussi à Paris, de nombreux colloques internationaux. Il a, en outre, participé à de nombreux colloques hors de France: en Belgique, en Italie, en Allemagne, au Portugal et en Grande-Bretagne.  
Marié à Annik Schon, de nationalité luxembourgeoise, cartographe, historienne et professeure d'histoire à Luxembourg, il vivait avec sa famille à Luxembourg.

## Œuvre
L’Europe des dévots, paru en 1987 et réédité en version italienne en 2013, montre combien la création des Congrégations mariales par le père jésuite Jean Leunis a transformé le cadre de vie des populations, restées fidèles à l'Église catholique et à  la Réforme catholique. Le concile de Trente, qui se voulait à la fois novateur et défenseur de la religion traditionnelle, a permis la création d'une nouvelle société basée sur des liens spirituels et religieux et scientifiques. La religion des pauvres, paru en 1993, analyse les missions catholiques aux XVIe et XVIIe siècles dans les campagnes encore peu touchées par la modernité. En y diffusant les décisions et réformes du concile de Trente, on y crée écoles et sociétés d'animation culturelle locales. Louis Châtellier montre comment les récits de la Compagnie de Jésus et ceux d'autres ordres religieux comme les Oratoriens sont d'une part des sources pour une ethnologie européenne et la base d'un enseignement adapté aux besoins spirituels et matériels des populations européennes aux XVIIe et XVIIIe siècles, de l'Irlande à la Pologne, de l'Espagne, de la France, de l'Allemagne, de l'Autriche et de l'Italie. 
Les espaces infinis et le silence de Dieu, paru en 2003, retrace l'itinéraire des sciences exactes proclamant encore au XVIIe siècle le caractère sacré des mathématiques et des Sciences en général jusqu'à Chateaubriand écrivant « les sciences amènent nécessairement les âges irréligieux ». Il montre que la découverte et la prise de conscience de l'infini dans l'espace et dans le temps n'ont pas terrassé le Christianisme, mais l'ont transformé : ce que la religion a perdu en mystère, elle l'a gagné dans une intimité plus grande avec Dieu.
Louis Châtellier a aussi édité pour la Voltaire Foundation d'Oxford les communications d'un colloque (23-25 novembre 1995 à Pont-à-Mousson)  Religions en transition dans la seconde moitié du dix-huitième siècle. À partir des années 2000 il s'est intéressé à l'émergence des Sciences, d'abord dans les milieux jansénistes et ensuite dans la mouvance des Lumières Chrétiennes. La Cambridge History of Humanity (volume VII, Enlightenment, Reawakening and Revolution, 1660-1815) éditée par Stewart J. Brown et Thimothy Tackett, volume paru en 2006, a repris le résumé de son livre Les espaces infinis et le silence de Dieu paru en 2003. 
S'intéressant non seulement à l'espace religieux français mais aussi - à la suite de l'enseignement de Victor Lucien Tapié en Sorbonne, à tout l'espace religieux européen des XVIe et XVIIe siècles. Louis Châtellier a ainsi été appelé à contribuer en 1990, 1993 et 1996, à des publications allemandes concernant la Lorraine et les évêchés de Metz, Toul et Verdun et au Lexique des évêques allemands 1448-1803 et il fut invité à des colloques au Portugal et en Italie. 

## Publications
- 1988 : Tradition chrétienne et renouveau catholique dans le cadre de l'ancien diocèse de Strasbourg (1650-1770), Paris, Ophrys 1988, 530 p. Cartographie Annik Schon
- 1988 : L'Europe des dévots, Paris, Flammarion, 315 p. Cartographie Annik Châtellier-Schon  
  - L'Europa dei devoti L'origine della società europea attraverso la storia della Compagnia di Gesù: le congregazione mariane, la vita quotidiana, le critiche e le polemiche, l'ideologia, Milano, Garzanti 1988, 281 p.traduit par Lia Guagnellini Del Corno  (ISBN 88-11-69275-X)
    - réédité 2013 (avec une préface de Elisabetta Corsi) à Bologne, Pardes Edizioni, 256p.  (ISBN 9788889241622).

  - The Europe of the devout: The catholic Reformation and the formation of a new Society, 1989 Cambridge, Cambridge University Press et Paris, Éditions de la Maison des sciences de l'homme traduit par  Jean Birell  (ISBN 2-7351-0279-3)
- 1993 : La religion des pauvres, Les sources du christianisme moderne XVIe – XIXe siècles, Les missions rurales en Europe et la formation du catholicisme moderne, Paris, Aubier 1993,  351p. Cartographie Annik Châtellier-Schon
  - The Religion of the Poor: Rural missions in Europe and the formation of modern catholicism c. 1500 - c. 1800, Cambridge, Cambridge University Press et Paris, Maison des sciences de l'homme, 1997, 246 p.  (ISBN 0-521-56201-5)
  - La religione dei poveri, Le missioni rurali in Europa dal XVI al XIX secolo e la costruzione del cattolicesimo moderno, Milano, Garzanti 1994, 286 p.  (ISBN 88-11-69276-8)
  - La religiòn de los pobres, collection Palimpsesto, Memoria del Christianismo, Memoria Humana, Bilbao, Desclee de Brouwer 2002, 367 p.  (ISBN 84-330-1686-5)
  - A religiao dos pobres, Editorial Estampa,  (ISBN 97-89-72331025-2)
- 1995 : Le Catholicisme en France  1500-1650
  - tome 1 : le XVIe siècle Paris, SEDES, 1995, 188 p.  (ISBN 2-7181-3678-2)
  - tome 2 : le XVIIe siècle 1600-1650 Paris, SEDES, 1995, 311 p.  (ISBN 2-7181-9218-6)
- 2003 : Les espaces infinis et le silence de Dieu, Science et religion, XVIe – XIXe siècles, Paris, Aubier-Flammarion 2003, 267 p.
- 2006 : Christianity and the rise of science, 1660-1815 dans The Cambridge History of Christianity, volume 7  Enlightenment, Reawakening and Revolution 1660 - 1815,  edited by Stewart J. Brown and Timothy Tackett   (résumé en anglais)  (ISBN 052181605X et 9780521816052)

## Actes de colloques publiés
- 1986 : Les Réformes en Lorraine (1520-1620), PUN, Nancy 1986, 125 p.
- 1987 : La Religion populaire, problèmes de définition et de méthode, Nancy, Annales de l'Est (1987)2, p. 83-151.
- 1989 : Les débuts de la réforme catholique dans les pays de langue française 1560-1620, (avec Marc Venard) dans Revue d'Histoire de l'Église de France, numéro spécial t. LXXV, (1989)1.
- 1991 : Piété et charité sous l'Ancien Régime, numéro spécial de Histoire, Économie et Société, (1991)3, 97 p.
- 1995 : La France de l'Est et l'Europe du Moyen Âge à nos jours, Nancy CNDP/CRDP de Lorraine, 1995, 194p.
- 1995 : Religions en transition dans la seconde moitié du dix-huitième siècle, actes du colloque de Pont-à-Mousson des 23-25 novembre 1995, édité par la Voltaire Foundation Oxford 2000, 300 p.  (ISBN 0-7294-0711-X)
- 2000 : La prière dans le christianisme moderne, (avec Philippe Martin), Revue de l'histoire des religions, T. 217-3 336 p.
- 2000 : Éléments d'une identité religieuse. Hommage à René Taveneaux (avec Philippe Martin), Annales de l'Est (2000)1, 192 p.
- 2005 : L'écriture du Croyant, colloque du 22-24 novembre 2001 organisé et publié avec la collaboration de Philippe Martin dans volume 125 Bibliothèque de l'École des Hautes Études Sciences Religieuses Volume 125, Brepols Tournai,  (ISBN 2-503-51829-X)
- 2009 : Lumières, religions et laïcité, rencontres historiques de Nancy, novembre 2005, (avec Claude Langlois et Jean-Paul Willaime), Paris Riveneuve 2009, 282 p.  (ISBN 978-2-914214-76-6).

## Recueil d'articles et bibliographie
- 2003 : Religion et Piété en Alsace et Lorraine (XVIIe – XVIIIe siècles), Numéro spécial des Annales de l'Est, 303 p.  (ISSN 0365-2017)

## Articles et contributions à des colloques (sélection)
- 1970 : Société et bénéfices ecclésiastiques. Le cas alsacien (1670 - 1730), dans Revue Historique, t. 495, juillet-septembre 1970, p. 75-98.
- 1972 : La visite pastorale dans le diocèse de Strasbourg aux XVIIe et XVIIIe siècles, dans Revue d'Histoire de l'Église de France, 1972, p. 349-358.
- 1973 : Frontière politique et frontière religieuse. L'exemple du diocèse de Strasbourg (1648-1790), dans Études européennes. Mélanges offerts à Victor-Lucien Tapié, Publications de la Sorbonne, Paris 1973, p. 149-170.
- 1974 : Reconstruction et Contre-Réforme. le rétablissement du mobilier des églises catholiques à Strasbourg sous Louis XVI, dans Revue d'Alsace, t. 104, 1966-1974, p. 54-69.
- 1980 : Voltaire, Colmar, les jésuites et l'Histoire, dans Revue d'Alsace, t. 106, 1980, p. 69-82.
- 1986 : Pèlerins des Temps modernes, dans Saint Jacques de Compostelle, Puissances du pèlerinage, La Quête du Sacré, Saint Jacques de Compostelle, édité par Alphonse Dupront p. 96 - 112, Brepols, Tournai,  (ISBN 2-503-55001-0)
- 1986 : Les évêques de Strasbourg et la Cour de Vienne au XVIIe siècle, dans L'Europe, l'Alsace et la France. Études réunies en l'honneur du Doyen Georges Livet, Oberlin, Strasbourg, 1986, p. 282-289.
- 1986 : Les catholiques rhénans et la révocation de l'Édit de Nantes, dans Bulletin de la Société de l'Histoire du Protestantisme Français, t. (132)2, avril-juin 1986, p. 239-255.
- 1988 : Naissance ou renaissance ? La Congrégation de Paris en 1801, colloque Pratiques religieuses dans l'Europe révolutionnaire (1770-1820), dirigé par Bernard Plongeron, Paule Lerou et Raymond Dartevelle, Brepols, Paris-Tournai 1988, p. 525-533.
- 1989 : (de) Bischöfe und Weihbischöfe der Diözesen Metz und Toul, dans : Die Bischöfe des Heiligen Römischen Reiches, vol. 1 : 1448 - 1648, vol. 2 : 1648 - 1803, Hrsg. Erwin Gatz, Duncker & Humblot, Berlin 1989 et 1996.
- 1992 : Les premiers catéchistes des temps modernes. Confrères et consœurs de la Doctrine chrétienne aux XVIe – XVIIIe siècles, (avec Annik Châtellier-Schon) dans La religion de ma mère. Le rôle des femmes dans la transmission de la foi, colloque dirigé par Jean Delumeau, Paris, Cerf 1992, p. 287-299.
- 1993 : en coll. avec Annick Châtellier-Schon, De l'étude à la mission - Recherches sur quelques congrégations d'élèves dans les collèges jésuites de Lorraine et de la ville de Luxembourg aux XVIIe et XVIIIe siècles; in Le Luxembourg en Lotharingie / Luxemburg im lotharingischen Raum - Mélanges Paul Margue / Festschrift Paul Margue; Luxembourg (éd. Saint-Paul), 1993, p. 77-87.
- 1993 : (de) Lothringen, Metz, Toul, Verdun, dans Die Territorien des Reichs im Zeitalter der Reformation und Konfessionalisierung, Land und Konfession 1500 - 1650, Hrg., Anton Schindling et Walter Ziegler, Münster, Aschendorf-verlag, p. 96 - 123.
- 1993 : (it) I Gesuiti alla ricerca di una regola di vita per i laici: le congregazione mariale, colloque Disciplina dell'anima, disciplina del corpo e disciplina della società tra medio evo ed età moderna, Convegno internazionale di studio Accademia delle Scienze, Bologne, 7-9 octobre 1993, colloque dirigé par Paolo Prodi, Bologna, Il Mulino 1994, p. 383-393.
- 1993 : Sur une question de Pierre Chaunu à propos de la déchristianisation au XVIIIe siècle, dans La foi, la vie, la mort, dans Mélanges offerts à Pierre Chaunu, Paris PUF 1993, p. 485-493.
- 1994 : La religion des campagnes européennes, communication au colloque Milano nel primo settecento, politica, vita religiosa, carita, Milan, Università del Sacro Cuore, 2 - 3 décembre 1994.
- 1994 : Le soleil et la nuit entre Lumières et préromantisme, dans Anthropologie de la lumière, colloque dirigé par D. Morali, Nancy, PUN 1994, p. 59-63.
- 1996 : Les Jésuites et l'ordre social, dans Les Jésuites à l'Âge Baroque (1540 - 1640), sous la direction de Luce Giard, CNRS et Louis de Vaucelles SJ, Éditions Jerôme Millon Grenoble, 1996  (ISBN 2-84137-031-3).
- 1996 (it) : Rinnovamento della pastorale e società dopo il concilio di Trento, colloque Il concilio di Trento e il moderno, colloque dirigé par Paolo Prodi https://it.wikipedia.org/wiki/Paolo_Prodi et Wolfgang Reinhard, Wolfgang Reinhard Bologne, Il Mulino 1996, p. 137-158.
- 1996 : L'automne des confréries ? dans Atlas de la Révolution française, T.9, Religions, dirigé par Claude Langlois, Timothy Tackett, Michel Vovelle, École Pratique des Hautes Études en Sciences Sociales, Paris 1996.
- 1997 : Le Chrétien des Lumières, dans Homo Religiosus autour de Jean Delumeau, Paris, Fayard, p. 672-677.  (ISBN 2-213-59856-8).
- 1997 : La mission populaire: annonce prophétique du salut, colloque du troisième centenaire de la naissance d'Alphonse de Liguori, Rome 1996, Spicilegium Historicum Congregationis SSmi Redemptoris, 45(1997), p. 91-111.
- 1997 : La mission du XVIIIe siècle aux frontières de l'esprit tridentin et de l'idéal des Lumières, Mélanges de l'École française de Rome, Italie et Méditerranée, 109, (1997)2, p. 757-766.
- 1998 : Sur la justice dans la France de l'Est aux XVIIe – XVIIIe siècles, dans Annales de l'Est (1998)2, p. 265-273.
- 1998 : Naissance de l'homme catholique, colloque L'Europe, ses dimensions religieuses, colloque organisé par Gérard Cholvy, Montpellier, Centre régional d'Histoire des Mentalités, Université Paul Valéry 1998, p. 5-18.
- 1999 : Questions posées à Louis Châtellier, Luce Giard, Dominique Julia et John O'Malley, Les Jésuites dans le monde moderne. Nouvelles approches, dans Revue de Synthèse, T. (120)4, 2-3, avril-septembre 1999, p. 409-431.
- 1999 : Missions et Spiritualité dans les pays méditerranéens au XVIIIe siècle, colloque Piedade popular, Universidade Nova de Lisboa, Centro de Historia da cultura 1999, p. 219-229.
- 2000 : Jansénisme dans Encyclopaedia Universalis
- 2000 : Buffon, le temps et Dieu, dans Religions en Transition dans la seconde moitié du XVIIIe siècle, Voltaire Foundation, University of Oxford  p. 263-273.
- 2000 : L'athéisme au XVIIe siècle, Colloque Paris EPHE dans Bulletin de la Société des Amis des Sciences religieuses (2000)1, p. 37-49.
- 2000 : Christianisme de raison et pratiques de dévotion, dans La circulation des dévotions, colloque organisé par Bernard Dompnier http://www.historia.va/content/dam/scienzestoriche/documenti/Membri/prosopografia/Dompnier_Biographie.pdf publié dans Cahiers du centre d'histoire, Espaces et cultures, Clermont-Ferrand, Université Blaise Pascal 2000, p. 133-138.
- 2000 : Le siècle de Vincent de Paul et de l'Édit de Nantes dans Magazine Histoire du Christianisme, 4 (2000) juin, p. 6-14.
- 2001 : La correspondance comme témoignage du sentiment religieux. La ou les conversions d'André-Marie Ampère, communication au colloque L'écriture du Croyant, colloque du 22-24 novembre 2001 organisé et publié avec la collaboration de Philippe Martin dans volume 125 Bibliothèque de l'École des Hautes Études Sciences Religieuses Volume 125, Brepols Tournai,  (ISBN 2-503-51829-X)
- 2001 : Les Sciences dans le Duché de Lorraine 1580-1650 (avec Antonella Romano), Antonella Romano Annales de l'Est, numéro spécial Histoire des Sciences, Nancy 2001, p. 37-51
- 2001 : L'Académie de Stanislas entre Berlin et Rome: Le comte de Tressan et le père de Menoux, dans Stanislas et son Académie, Colloque du 250e anniversaire (17 - 19 septembre 2001), éd. Jean-Claude Bonnefont, Nancy 2003, p. 249-254.   (ISBN 2-86480-717-3).
- 2001 : La limite entre le fini et l'infini chez les savants et théologiens du XVIIe siècle, dans Le temps des savoirs, Revue interdisciplinaire de l'Institut Universitaire de France, 3, La Limite, Odile Jacob 2001, p. 37-51.
- 2002 : Lumières et religion en Lorraine à l'époque de Stanislas, discours de réception à l'Académie Stanislas le 22 juin 2005.
- 2002 : (de) Spee in Frankreich, dans Spee Jahrbuch, Trêves, 2002, p. 99-108.
- 2003 : Alphonse Dupront, dans La chaine vive. L'Université. école d'humanité, Textes d'Alphonse Dupront réunis par Etienne Broglin, PUF Paris-Sorbonne 2003
- 2004 : Quand géométrie et théologie se rejoignent: Le débat sur le point en géométrie fin XVIe - début XVIIe siècle, dans Temps, Culture, Religions... autour de Jean-Pierre Massaut , https://data.bnf.fr/11914973/jean-pierre_massaut/ Louvain-Bruxelles 2004.
- 2005 : Religions et crise de la conscience européenne: le cas du Saint-Empire, communication au colloque Lumières, Religions et Laïcité, rencontres historiques de Nancy, du 14 au 19 novembre 2005, édité avec Claude Langlois et Jean-Paul Willaime, Riveneuve éditions, Paris, 2009, p. 31-36.
- 2005 : Un christianisme de plein vent: Louis - Marie Grignion de Montfort et l'Ouest de la France, dans De Richelieu à Grignion de Montfort. La Vendée au XVIIe siècle, ouvrage édité à l'occasion de l'exposition De Richelieu à Grignion de Montfort. La Vendée au XVIIe siècle, Somogy Paris, p. 135 - 147
- 2006 : Un fait historique: la fondation des Écoles centrales ou du dévot au citoyen, dans Le fait en histoire, dédié à Pierre Vidal-Naquet, Raison présente 157-158, p. 89-94,  (ISSN 0033-9075), CPPAP 59343.
- 2006 : Christianity and the rise of science 1660-1815, dans The Cambridge History of Christianity, volume VII, Enlightenement, Reawakening and Revolution 1660-1815, éd., Stewart J. Brown and Thimothy Tackett, Cambridge University Press 2006, p. 251-264.
- 2007 : Le cœur du diocèse de Strasbourg Milieu du XVIe siècle - fin du XVIIIe siècle, dans La grâce d'une cathédrale Strasbourg, La Nuée Bleue Strasbourg 2007, p. 373-384.